# تقی اکبرنژاد
تقی اکبرنژاد کشتی‌گیر و مربی کشتی آزاد ایرانی است. وی دو مدال طلا و یک مدال برنز قهرمانی آسیا در وزن ۶۲ کیلو را به دست آورده‌است و در رقابت‌های قهرمانی جهان ۱۹۹۹، ۲۰۰۳، ۲۰۰۶ و ۲۰۰۷ در کادر فنی تیم ملی کشتی آزاد ایران حضور داشته‌است. برادر او علی اکبرنژاد هم کشتی‌گیر تیم ملی بود.